# Wanborough
Wanborough è un villaggio e una parrocchia civile nel borgo di Swindon della contea del Wiltshire che si trova a sud est del capoluogo Swindon, Sud Ovest dell'Inghilterra, Regno Unito.

## Geografia

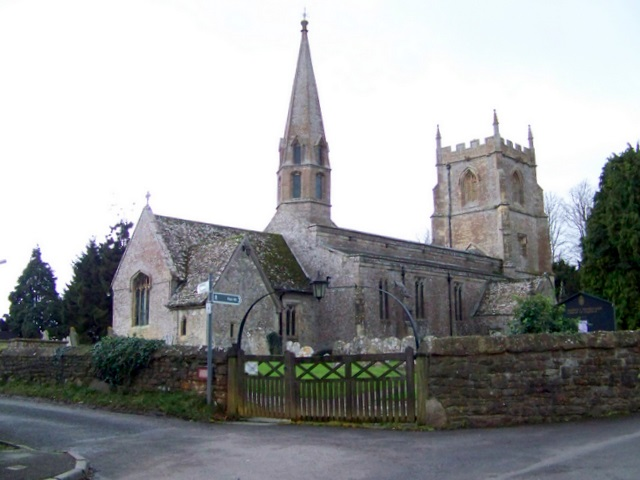
Chiesa di Sant'Andrea col cimitero della comunità a Wanborough

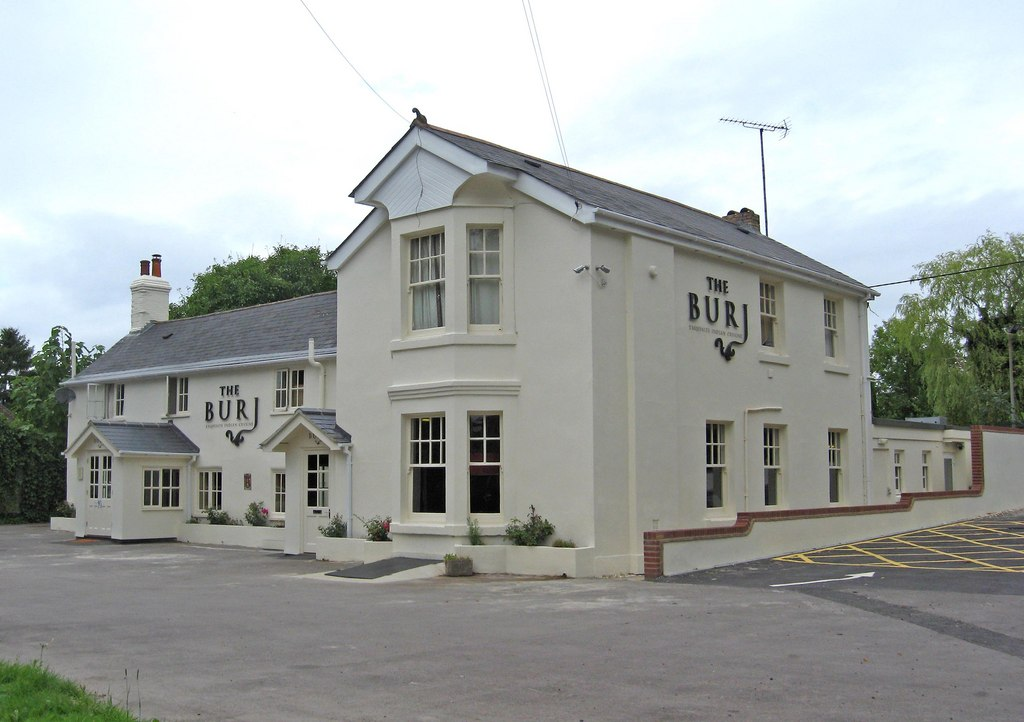
Il Burj, precedentemente The Shepherd's Rest, a Foxhill

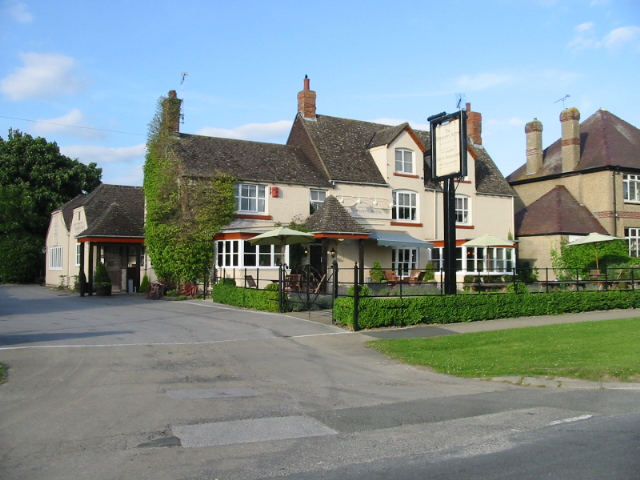
The Brewers Arms, locale pubblico a Wanborough

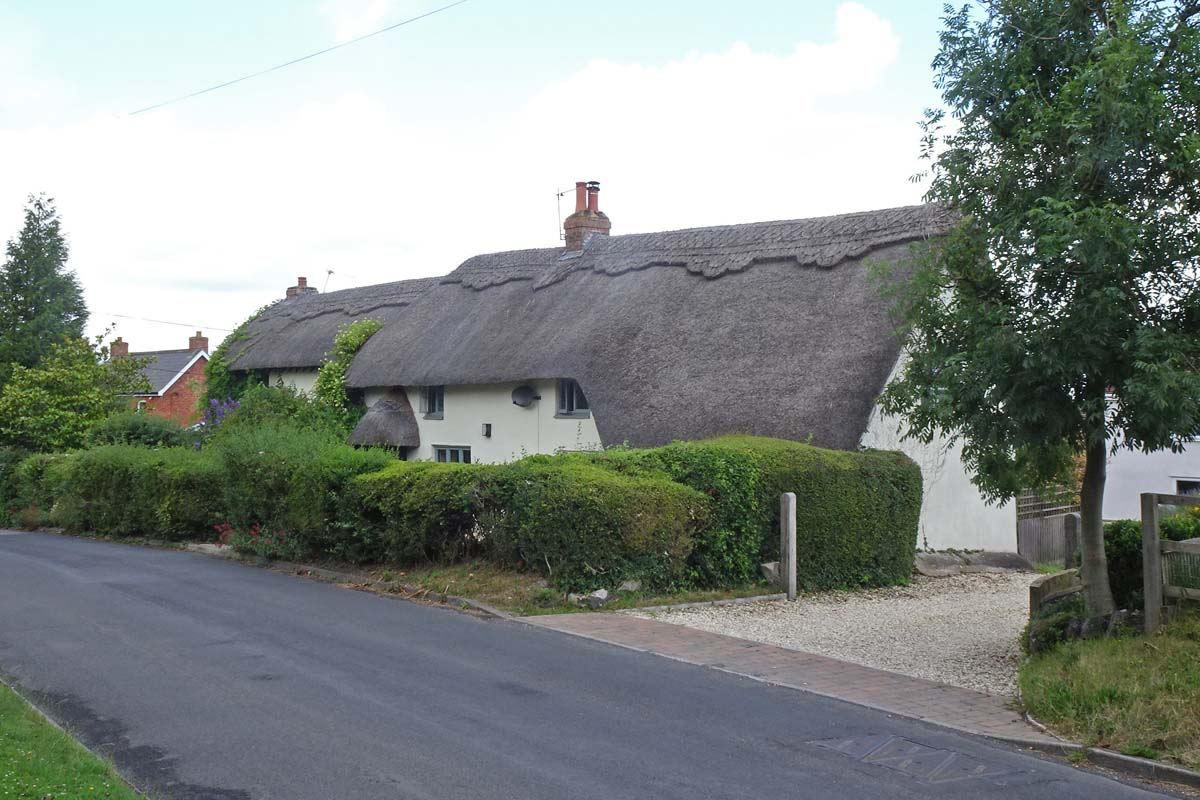
Thatched house, tipica casa con tetto in paglia a Upper Wanborough

Il territorio di Wanborough ha una forma approssimativamente rettangolare, lunga circa cinque miglia e con una larghezza che varia da un miglio a due miglia. Prima del 1884 una lunga e stretta striscia di terra a est, inclusa Earlscourt Farm, era una porzione distaccata di Wanborough anche se situata geograficamente nella parrocchia di Little Hinton. Nell'XI secolo Wanborough e Little Hinton formavano un insieme unico. Nel 1964 un'area nell'estremo nord-ovest della parrocchia, comprendente Little Nythe e Covingham Farms, iniziò a essere sviluppata dalla corporazione di Swindon. Geograficamente la parrocchia civile è divisa più o meno a metà, con la sua sezione meridionale che si trova su altopiani di gesso con sabbie verdi e argille per prati e pascoli. Upper Wanborough, attorno alla chiesa, si trova su uno sperone di Upper Greensand che domina una vista a nord su Lower Wanborough e a sud su Liddington. La metà settentrionale verso la valle poco profonda del fiume Cole ospita in successione Gault, Lower Greensand e Kimmeridge Clay. La scarpata di gesso si eleva raggiungendo gli 800 piedi a Foxhill sul confine della parrocchia. La maggior parte del Chalk si trova tra i 600 piedi e i 700 piedi. Il confine orientale tra Ridge Way e Icknield Way mostra due cumuli il più grande dei quali contiene due cave di gesso. Sotto la scarpata il terreno scende dolcemente verso il fiume, fino a meno di 300 piedi, ed è drenato dal Cole, dal suo affluente Lidd e da diversi corsi d'acqua più piccoli.

## Storia
Vi sono tracce di insediamenti risalenti al V millennio a.C. quando, all'età della pietra, gli uomini iniziarono a dedicarsi all'agricoltura e si stabilirono sulle colline calcaree dove potevano lavorare i terreni leggeri con i loro utensili fatti di corna, ossa e selce. La più antica struttura artificiale sopravvissuta nel territorio è un lungo tumulo funerario dell'età della pietra, a cavallo del confine della parrocchia civile tra Wanborough e Liddington. Furono trovati diversi scheletri quando furono scavate delle buche per piantare pali sul lato del tumulo negli anni novanta del XIX secolo. Un tempo sembra che sporgessero dal tumulo 12 pietre di sarsen ma ce ne sono pervenute solo due. Ulteriori prove di attività neolitica furono trovate appena fuori Kite Hill, e in particolare si trattò di un'ascia di selce levigata. Ci sono anche prove di presenza nella successiva età del bronzo con quattro tumuli rotondi arati nel campo dietro l'ex Shepherd's Rest identificati da fotografie aeree e da un'indagine geofisica. La Ridgeway che attraversa la parrocchia fu probabilmente utilizzata per la prima volta nell'età del bronzo e nella successiva età del ferro, quando furono costruiti il castello di Liddington e altri forti collinari sulla Ridgeway. Wanborough prende il nome dai termini anglosassoni wan e beorgh, entrambi i quali significano tumulo funerario. In seguito arrivarono i romani e vi restarono per circa quattro secoli. Ermine Street, la strada romana che collega i due capoluoghi di provincia di Silchester e Cirencester, è stata costruita in quel periodo e un'altra strada romana parte dalla costa meridionale e passa per Winchester e Mildenhall, vicino a Marlborough, si unisce a Ermine Street a Lotmead ed è qui che fu costruita una città romana. La città romana è nota almeno dal 1690, quando John Aubrey scrisse di aver trovato un tesoro di oltre 2000 monete romane, e nei primi anni del 1800 Richard Colt-Hoare la chiamò erroneamente Nidum, nome che appare su alcune mappe e che potrebbe essere Durocornovium, una città tra Silchester e Gloucester elencata nell'Itinerarium Antonini, una specie di atlante stradale contenente le principali rotte attraverso l'intero Impero romano. Gran parte della città fu scavata prima della sua definitiva distruzione quando fu costruita la nuova strada Stratton By-pass negli anni settanta. Quando le legioni romane se ne andarono intorno al 410 D.C., arrivarono i Sassoni. Questi non hanno lasciato molte prove fisiche come fondamenta di edifici, solo alcune sepolture, ma hanno lasciato il loro segno sulla parrocchia nel suo nome e nei suoi confini. Ad esempio una carta fondiaria sassone redatta nel 1043 concedeva terre al vescovo di Winchester e descrive i confini di Wanborough e Little Hinton. Il vescovo deteneva ancora Wanborough al tempo del Domesday Book, ma Earlscourt era ormai un maniero separato. Fu assorbito di nuovo da Wanborough nel Medioevo e poi divenne parte della parrocchia di Hinton nel 1884. Covingham fu separato da Wanborough nel 1982. I re normanni ricompensarono i loro sostenitori, dopo la conquista del 1066, con concessioni di terre che erano state precedentemente detenute dai Sassoni sconfitti. La distinzione tra East e West Wanborough si verifica alla fine del XIII secolo e suggerisce che Lower Wanborough fosse allora di dimensioni ragionevoli. Questa divisione persistette per scopi amministrativi durante il XVI e il XVII secolo, sebbene nel XVIII secolo aree più piccole, come Hydes, Foxbridge e Redlands fossero utilizzate per scopi di assistenza ai poveri. Alcune altre aree di insediamento nella parrocchia probabilmente precedono questa divisione: a parte Earlscourt, Horpit risale alla metà del XIII secolo al più tardi, e Nythe e 'La Hyde' si verificano come insediamenti entro la fine di quel secolo. Anche Moor Leaze probabilmente ebbe origine in questo periodo, e Breach si verifica come insediamento un secolo dopo. Nel 1250 Wanborough era detenuta da Stephen Longspee, nipote del conte Salisbury. Il suo maniero fu costruito all'interno di un sito con fossato sulla palude di Wanborough e il contorno del fossato può essere visto ancora in foto aeree scattate nel 1946. Stephen Longspee morì nel 1260 e la sua vedova Emily, contessa di Ulster da un precedente matrimonio, costruì una cappella dedicata a Santa Caterina all'interno della sua corte feudale. La dotò di una tenuta di 60 acri e il cui reddito fu sufficiente per sostenere tre sacerdoti per dire preghiere nella cappella per l'anima di Stephen. Il più anziano di questi sacerdoti era chiamato Warden e la tenuta Wardenage che fu abbreviata in Warneage. Dopo la morte di Emily, il maniero di Wanborough e la tenuta di Warneage passarono per matrimonio alla famiglia Lovell. Francis Lovell, un ministro di Riccardo III d'Inghilterra, vendette la tenuta di Warneage con la sua cappella al vescovo Wayneflete di Winchester nel 1483, e questi la donò al Magdalen College di Oxford nello stesso anno. Il Magdalen College ha conservato tutti i vecchi atti relativi alla tenuta. Dopo la sconfitta di re Riccardo nella battaglia di Bosworth Field ad opera di Enrico Tudor Francis Lovell perse la vita e il suo maniero di Wanborough passò ai Darell di Littlecote. Nel corso dei secoli ebbe vari proprietari fino a quando il suo ultimo signore fu Ambrose Goddard di Swindon. Earlscourt era un altro dei siti medievali di Wanborough. Quando la cappella di Santa Caterina fu abbattuta nel 1549, al momento dello scioglimento delle case religiose minori da parte di Edoardo VI, il Magdalen College la vendette a Thomas Hinton di Earlscourt. Un'altra casa medievale di Wanborough era Hall Place, la casa della famiglia Polton, che fu la principale contributrice alla costruzione del campanile della chiesa di Sant'Andrea nel 1435. Hall Place, a est di High Street dietro Ambrose Cottages, fu probabilmente costruita sul sito di una villa romana. L'ultima menzione di Hall Place è nel registro parrocchiale del 1635, quando vi morì la vedova Brind. Callas House a ovest di High Street fu costruita nel 1600 e apparteneva alla famiglia di Sir Thomas Phillips che fece stampare privatamente molti dei registri della chiesa e dei registri della corte signorile, che forniscono un'altra buona fonte sulla storia del villaggio. L'ultimo occupante di Callas House fu A. D. Passmore, un antiquario che scavò diversi siti preistorici nella zona, scrisse molti articoli per il Wiltshire Archaeological Magazine e collezionò molti reperti poi conservati all'Ashmolean Museum di Oxford. Fece mettere in vendita Callas House, ma questo non impedì che venisse demolita nel 1960 per far posto a Callas Rise.

## Monumenti e luoghi d'interesse
Nel territorio di Wanborough sono presenti vari luoghi d'interesse, il più importante è la sua chiesa.
- Chiesa di Sant'Andrea. Chiesa parrocchiale anglicana. Risale al XIV secolo. Costruita in laterizio con tetti in pietra e ardesia e plinti e cornici modanati. La navata centrale ha quattro campate con portici a nord e a sud. Ha un grande presbiterio a due campate del XV o XVI secolo. La torre occidentale merlata è su tre piani. Appartiene alla diocesi di Bristol e dal 26 gennaio 1955 è un monumento classificato di primo grado per il suo particolare interesse storico e architettonico.[5][6]